# Greatest Remix Hits 1
Greatest Remix Hits 1 es un álbum de remixes de la cantante australiana Kylie Minogue. Originalmente lanzado exclusivamente en Japón en 1993, la colección fue relanzada por Mushroom Records en 1997 en Australia con nueva portada. El álbum contenía remixes raros y antes no estaban disponibles de las canciones de los álbumes de estudio de Minogue con PWL 1987-1992.

## Lista de canciones
Disco 1
| N.º | Título                                                           | Duración |  |
| 1.  | «I Should Be So Lucky» (The Bicentennial Remix)                  | 6:12     |  |
| 2.  | «Got to Be Certain» (Ashes to Ashes - The Extra Beat Boys Remix) | 6:51     |  |
| 3.  | «The Loco-Motion» (The Sankie Remix)                             | 6:54     |  |
| 4.  | «Je Ne Sais Pas Pourquoi» (Moi Non Plus Mix)                     | 5:53     |  |
| 5.  | «Made in Heaven»                                                 | 3:29     |  |
| 6.  | «All I Wanna Do»                                                 | 6:02     |  |
| 7.  | «It's No Secret» (Extended)                                      | 5:33     |  |
| 8.  | «Hand on Your Heart» (Dub)                                       | 5:32     |  |
| 9.  | «Just Wanna Love You»                                            | 3:33     |  |
| 10. | «Never Too Late» (Extended)                                      | 6:10     |  |
| 11. | «We Know the Meaning of Love»                                    | 5:53     |  |

Disco 2
| N.º | Título                                                            | Duración |  |
| 1.  | «Step Back In Time» (Walkin' Rhythm Mix)                          | 7:59     |  |
| 2.  | «What Do I Have to Do?» (Remix)                                   | 7:06     |  |
| 3.  | «Shocked» (DNA Mix)                                               | 6:14     |  |
| 4.  | «Word Is Out»                                                     | 5:51     |  |
| 5.  | «Keep on Pumpin' It» (Astral Flight Mix)                          | 6:53     |  |
| 6.  | «If You Were With me Now» (feat. Keith Washington)                | 5:10     |  |
| 7.  | «Do You Dare» (New Rave Mix)                                      | 6:39     |  |
| 8.  | «Finer Feelings» (Brothers in Rhythm 7" Mix)                      | 3:45     |  |
| 9.  | «Closer» (Edit)                                                   | 3:58     |  |
| 10. | «What Kind of Fool (Heard All That Before)» (Tech No Logical Mix) | 6:53     |  |
| 11. | «Celebration» (Have a Party Mix)                                  | 7:02     |  |